# Wirtschaftspsychologie
Das Gebiet der Wirtschaftspsychologie (in einigen Kontexten auch Betriebspsychologie, Berufspsychologie oder Industriepsychologie genannt; engl. business psychology, Industrial and Organizational Psychology oder im britischen Raum occupational psychology) beschäftigt sich mit dem subjektiven Erleben und dem Verhalten von Menschen im ökonomischen Umfeld sowie den sozialen Zusammenhängen. Eine andere Definition zielt darauf, dass sie jenen Bereich der Psychologie wirtschaftlicher Sachverhalte umfasst, die sich nicht mit der Produktionsseite (Arbeits- und Organisationspsychologie), sondern mit der Konsumtionsseite befassen.

## Geschichte der Wirtschaftspsychologie
Die Wirtschaftspsychologie entwickelte sich in drei „Wellen“:
- Hugo Münsterberg (1863–1916) gilt im deutschen Sprachraum als „Vater der Wirtschaftspsychologie“.[2][3] Er begründete mit seinem Buch Psychologie und Wirtschaftsleben (1912) die Arbeits- und Organisationspsychologie und setzte den Schwerpunkt auf eine empirisch-experimentell ausgerichtete Forschung.
- Die zweite Welle wurde von George Katona (1951) in den USA und P.L. Reynaud (1954) in Frankreich angestoßen, die sich in erster Linie makroökonomischen Prozessen widmeten. Vor allem Reynaud betonte, wie wichtig Theorienbildung sei und kritisiert den „Warenhaus-Charakter“ der Wirtschaftspsychologie seiner Zeit.
- Neben der anglo-amerikanischen „economic psychology“ in der Tradition von Katona hat sich im deutschen Sprachraum seit den 1980er Jahren eine Wirtschaftspsychologie entwickelt, die vornehmlich sozialpsychologische Erkenntnisse nutzt, um wirtschaftliches Verhalten zu erklären und vorherzusagen.[4]

## Einsatzgebiete von Wirtschaftspsychologen
Wirtschaftspsychologen verfügen über ein breites Spektrum an Einsatzmöglichkeiten. Typische Einsatzgebiete von Wirtschaftspsychologen liegen im Personalmanagement, in Marktforschung und Marketing, in Personal- und Unternehmensberatungen oder als selbständiger Berater, Trainer oder Coach.
Zu den Aufgabengebieten des Wirtschaftspsychologen zählen u. a.:
- Coaching, Training und Weiterbildung
- Marketingberatung
- Marktforschung[5]
- Vertrieb und Verkauf
- Werbung und Marktkommunikation
- Organisationsentwicklung, Change Management
- Personalauswahl
- Personalentwicklung
- Unternehmensberatung

## Studienangebote
Wirtschaftspsychologie ist ein Teilgebiet der angewandten Psychologie und kann an vielen Hochschulen studiert werden. Dabei gibt es entweder die Möglichkeit, Wirtschaftspsychologie als Schwerpunkt im Rahmen eines Psychologie-Studiums zu wählen oder Wirtschaftspsychologie an Fachhochschulen als eigenständigen Master/Bachelor-Studiengang zu belegen. Sowohl öffentliche als auch private Hochschulen bieten ein solches Studium in Vollzeit oder verschiedenen Formen des berufsbegleitenden Studiums an.
Die Ausbildung in akkreditierten Hochschulen für Wirtschaftspsychologie umfasst eine fundierte Grundlagenausbildung in allgemeiner Psychologie, Sozial- und Persönlichkeitspsychologie sowie Methodenlehre und Statistik. Teilweise werden in wirtschaftspsychologischen Studiengängen zu gleichen Anteilen betriebswirtschaftliche und psychologische Inhalte gelehrt.
Angesichts großer Nachfrage an Akademikern mit psychologischer Zusatzausbildung werden auch Weiterbildungsstudiengänge zum Wirtschaftspsychologen angeboten. Diese reichen von einzelnen Seminaren über zertifizierte Curricula bis zu berufsbegleitenden Weiterbildungsstudiengängen auf Master-Niveau. Sie bieten Menschen aus anderen Berufen wie Juristen, Wirtschaftswissenschaftlern, Informatikern oder Naturwissenschaftlern die Möglichkeit einer psychologischen Zusatzausbildung. In der Schweiz besteht unter bestimmten Bedingungen auch die Möglichkeit, dass Berufstätige ohne ersten akademischen Abschluss eine Hochschulweiterbildung zum Master of Advanced Studies absolvieren.
Im angelsächsischen Sprachraum (insbesondere den Vereinigten Staaten) werden Wirtschaftspsychologen meist als Wirtschaftswissenschaftler mit psychologischer Zusatzqualifikation ausgebildet.

## Teilgebiete
Zu den großen Teilgebieten der Wirtschaftspsychologie zählen:
- Die Organisationspsychologie im Kontext der Wirtschaft (auch Betriebspsychologie genannt) als Forschungsgebiet, das sich mit dem Erleben und Verhalten von Personal in Beruf und in Organisationen beschäftigt[8][9] mit den Teilbereichen u. a. Personalentwicklung, Personalauswahl, Personaleinsatz, Personalbeurteilung, Organisationsentwicklung (auch Change Management), Coaching.
- Die Marktpsychologie (oder Konsumpsychologie) beschäftigt sich mit dem Erleben und Verhalten von Menschen, die an einem Markt teilnehmen. Hierunter fallen u. a. Handelspsychologie,  Verkaufspsychologie und Werbepsychologie.[10]
- Die Ökonomische Psychologie ist ein Forschungsgebiet, welches sich mit der grundsätzlichen Natur von Konsum und Entscheidungsverhalten im ökonomischen Kontext beschäftigt.[11]
- Die Arbeitspsychologie als Forschungsgebiet, das sich mit der psychologischen Analyse, Bewertung und Gestaltung von Arbeit befasst, u. a. mit Gesundheitsförderung, Einsatzberatung, Beurteilung, Arbeitsaufgaben, Arbeitsorganisation.[12] Im Falle des Teilgebiets Ingenieurpsychologie steht die Beziehung Mensch-Maschine im Mittelpunkt.
- Die Führungspsychologie als eigenständiges Gebiet[13] der Forschung vom Erleben und Verhalten von Menschen im Rahmen der ziel- und situationsbezogenen Beeinflussung durch Führungskräfte im Führungsprozess. Das Hauptziel der Führungspsychologie besteht in der Gewinnung aussagefähiger Führungstheorien.[14][15] Die Führungspsychologie umfasst auch die Gruppenpsychologie, Kommunikationspsychologie, Motivationspsychologie und Persönlichkeitspsychologie.
- Die Finanzpsychologie als jüngeres Forschungsgebiet vom Erleben und Verhalten der Menschen an Geldmärkten u. a. das Verhalten von Klein- und Großaktionären an der Börse, Verhalten von Managern bei Investitionsentscheidungen.[16]

Eine eher volkswirtschaftlich orientierte Sichtweise ist die Psychologie gesamtwirtschaftlicher Prozesse.